# Zelandobius confusus
Zelandobius confusus är en bäcksländeart som först beskrevs av Hare 1910.  Zelandobius confusus ingår i släktet Zelandobius och familjen Gripopterygidae. Inga underarter finns listade i Catalogue of Life.